# هان جي يون
هان جي يون (مواليد 3 يونيو 1987) هي ممثلة كورية جنوبية عرفت لدورها في مسلسل أميري لمئة يوم، كوني ميلودراما والحب في المدينة.

## اعمالها

### مسلسلات ويب
| عام  | عنوان           | الدور         | الشبكة      | ملاحظة            | Ref.  |
| ---- | --------------- | ------------- | ----------- | ----------------- | ----- |
| 2016 | مقدمة عن الجمال | لي بونغ جو    |             |                   | [ 4 ] |
| 2020 | حب في المدينة   | أوه سيون يونغ | كاكاو تي في |                   | [ 5 ] |
| 2021 | مطعم الساحرة    | كاتب كتاب     | تيفينج      | ظهور خاص الحلقة 8 | [ 6 ] |
| 2022 | الأسهم المتعثرة | يو مي سيو     | وافي        |                   | [ 7 ] |
| 2025 | مجموعة الدراسة  | لي هان كيونغ  | تيفينج      |                   | [ 8 ] |

## روابط خارجية
- هان جي يون على موقع IMDb (الإنجليزية)
- هان جي يون على موقع قاعدة بيانات الفيلم (الإنجليزية)